# Lagunas Amuyo
Laguna Parinacota är en sjö i Chile.   Den ligger i regionen Región de Tarapacá, i den norra delen av landet, 1 600 km norr om huvudstaden Santiago de Chile. Laguna Parinacota ligger 3 700 meter över havet.
Omgivningarna runt Laguna Parinacota är i huvudsak ett öppet busklandskap. Trakten runt Laguna Parinacota är nära nog obefolkad, med mindre än två invånare per kvadratkilometer.